# 2016 في إيطاليا
فيما يلي قوائم الأحداث التي وقعت خلال عام 2016 في إيطاليا.

## أحداث
- 24 أغسطس – زلزال وسط إيطاليا 2016
- 12 يوليو – حادثة تصادم القطارين أندريا وكوراتو

## سياسة

### تعيين في المنصب
- 5 أبريل – ماتيو رينزي وزير التنمية الاقتصادية ‏.
- 20 يونيو – فيرجينيا رادجي mayor of Rome ‏.
- 12 ديسمبر – باولو جينتيلوني رئيس وزراء إيطاليا.
- 12 ديسمبر – ماريا إلينا بوسكي Undersecretary to the Presidency of the Council  [لغات أخرى]‏.

### انتهاء فترة المنصب
- 10 مايو – ماتيو رينزي وزير التنمية الاقتصادية ‏،رئيس وزراء إيطاليا.
- 16 سبتمبر – كارلو أزيليو تشامبي عضو مجلس الشيوخ مدى الحياة.
- 12 ديسمبر – باولو جينتيلوني وزير الخارجية.

## رياضة
- 7 فبراير – غران بريميو ديلا كوستا إتروششي 2016 الفائزون قريقا بولي، فرانسيسكو جافازي، دييغو يليسي.
- 14 فبراير – تروفيو لايقويليا 2016 الفائزون سوني كولبريلي، قريقا بولي، Andrea Fedi [الإنجليزية]‏.
- 5 مارس – ستراد بينك 2016 الفائزون جيانلوكا برامبيلا، زدينيك ستيبار، فابيان كانسيليرا.
- 6 مارس – جي بي إندوستريا وأرتيجياناتو 2016 الفائزون سيمون كلارك، جيوفاني فيسكونتي، Andrea Fedi [الإنجليزية]‏.
- 19 مارس – ميلان-سان ريمو 2016 الفائزون يورغن رويلاندز، بن سويفت، ارنو ديمار.
- 17 أبريل – جيرو أبنينس 2016 الفائزون ماورو فينيتو، Sergey Firsanov [الإنجليزية]‏، فرانسيسكو جافازي.
- 14 سبتمبر – كوبا بيرنوشي 2016 الفائزون جياكومو نيزولو، Paolo Simion [الإنجليزية]‏، Nicola Ruffoni [الإنجليزية]‏.
- 17 سبتمبر – كوبا بيرنوشي 2015 الفائزون ماورو فينيتو، ماتيو ترينتين، فينتشينزو نيبالي.
- 22 سبتمبر – كوبا ساباتيني 2016 الفائزون سوني كولبريلي، أندريا باسكولون، كارلوس باربيرو.
- 24 سبتمبر – طواف إيميليا 2016 الفائزون رومان بارديه، استيبان تشافيس، ريغوبيرتو أوران.
- 27 سبتمبر – طواف فيرزين 2016 الفائزون سوني كولبريلي، فرانسيسكو جافازي، دييغو يليسي.
- 28 سبتمبر – ميلانو-تورينو 2016 الفائزون مايكل وودز، ريغوبيرتو أوران، ميغل أنغل لوبز.
- 29 سبتمبر – غران بيمونتي 2016 الفائزون دانيلي بيناتي، جياكومو نيزولو، فرناندو جافيريا.
- 1 أكتوبر – طواف لومبارديا 2016 الفائزون ريغوبيرتو أوران، استيبان تشافيس، دييغو روزا.

## أفلام
من الأفلام التي صدرت هذه السنة في إيطاليا:
- 1 يناير – اذهب هنا؟ من إخراج Gennaro Nunziante [الإنجليزية]‏.
- 1 يناير – الآباء والبنات من إخراج غابرييل موتشينو.
- 1 يناير – دفقة كبيرة من إخراج لوكا غواداغنينو.

## برامج ومسلسلات وأنمي
- البابا اليافع

## وفيات

### يناير
- 6 يناير – سيلفانا بامبانيني (مواليد 1925)
- 14 يناير – فرانكو جيتي (مواليد 1935) ممثل إيطالي.
- 19 يناير – إيتوري سكولا (مواليد 1931)

### فبراير
- 19 فبراير – أومبرتو إكو (مواليد 1932)

### أبريل
- 2 أبريل – سيرجيو فيراري (مواليد 1943) لاعب كرة قدم إيطالي.
- 3 أبريل – تشيزاري مالديني (مواليد 1932) لاعب ومدرب كرة قدم إيطالي.

### مايو
- 5 مايو – بريهان الرومية (مواليد 1942)
- 19 مايو – ماركو بانيلا (مواليد 1930) سياسي إيطالي.

### يونيو
- 12 يونيو – فابريزيو بيروفانو (مواليد 1960) متسابق دراجات نارية إيطالي.
- 27 يونيو – بود سبنسر (مواليد 1929)
- 29 يونيو – جوزيبي دي أندريا (مواليد 1930)

### يوليو
- 7 يوليو – لورا مانسينيلي (مواليد 1933) كاتبة إيطالية.
- 13 يوليو – برناردو بروفنزانو (مواليد 1933) مجرم إيطالي.
- 13 يوليو – روبرت فانو (مواليد 1917)

### أغسطس
- 20 أغسطس – دانييلا ديسي (مواليد 1957)

### سبتمبر
- 16 سبتمبر – كارلو أزيليو تشامبي (مواليد 1920)
- 26 سبتمبر – جياكومو فورنوني (مواليد 1939) درّاج طريق إيطالي.

### أكتوبر
- 13 أكتوبر – داريو فو (مواليد 1926)
- 31 أكتوبر – سيلفيو غازانيغا (مواليد 1921) نحات إيطالي.

### نوفمبر
- 8 نوفمبر – أومبيرتو فيرونيسي (مواليد 1925)

### ديسمبر
- 22 ديسمبر – فرانكا سوزاني (مواليد 1950) صحفية إيطالية.